# Лантруа, Франциск Мария
Франци́ск Мари́я Лантруа́ (итал. Francesco Maria Lantrua, 15 марта 1760, Молини-ди-Трьора, Лигурия — 2 июля 1816, Чанша) — святой Римско-Католической Церкви, член монашеского ордена францисканцев, миссионер, мученик.

## Биография
В возрасти 17 лет Франциск вступил в монашеский орден францисканцев. Был рукоположен в священника. После нескольких лет службы в разных католических приходах Италии, он попросил монашеское начальство отправить его на миссию на Дальний Восток. В 1800 году он прибыл в Макао, откуда он отправился в провинцию Шаньси, чтобы там заниматься миссионерской деятельностью. За время своей службы в Шаньси он крестил около семи тысяч человек. Местные власти запретили ему заниматься миссионерской деятельностью, но Франциск Мария Лантруа продолжал заниматься распространением католицизма среди китайцев, за что был арестован. Содержался в заключении около семи месяцев. 13 февраля 1816 года Франциск Мария Лантруа был казнён через удушение.

## Прославление
Франциск Мария Лантруа был беатифицирован 27 мая 1900 года Римским Папой Львом XIII и канонизирован 1 октября 2000 года Римским Папой Иоанном Павлом II вместе с группой 120 китайских мучеников.
День памяти в Католической Церкви — 9 июля.

## Источник
- George G. Christian OP, Augustine Zhao Rong and Companions, Martyrs of China, 2005, стр. 22  (англ.)